# Деглобалізація
Деглобалізація — процес зменшення взаємозалежності та інтеграції між певними одиницями по всьому світу, як правило, національними державами. Здебільшого вживається щодо економічної сфери, однак може стосуватися і торговельного, соціального, технологічного, культурного та політичного вимірів.
Термін «деглобалізація» ввів Волден Белло в 2001 році в значенні боротьби з глобалізацією, яка повалює владу корпорацій і фінансових ринків і реконструює місцеву економіку.
Прихильники поняття розглядають процес деглобалізації, як відновлення потужних національних держав та прикордонного контролю, а не панування глобальних інституцій, договорів та вільного пересування. Критики деглобалізації ототожнюють її з автаркією та протекціонізмом.
На разі спостерігається поступова тенденція деглобалізації: під впливом пандемії коронавірусу відбулась руйнація налагодженої системи міжнародних постачань товарів, а також повернення урядів багатьох країн до протекціоністської політики, наслідком яких стало введення обмежень у сферах торгівлі та туризму, а також посилення міграційних обмежень.